# Resident Evil
Resident Evil (română Reședința malefică) cunoscut în japoneză ca și Biohazard (バイオハザード Baiohazādo?) este o serie de jocuri video, benzi desenate, romane, trei filme, și o varietate de jucării, ghiduri de strategii și alte publicații horror. Creată de Shinji Mikami, seria a fost influențată de Noaptea morților vii de George A. Romero și seria jocurilor video Alone in the Dark. Jocul s-a vândut în peste 34.5 milioane de copii până în prezent.

## Povestea

Logo-ul corporației Umbrella

Primul joc Resident Evil este stabilit în jurul unei serii de omucideri canibale care au avut loc în regiunea Arklay Mountains, situată la nord de Raccoon City în iulie 1998. Echipa specială a poliției locale STARS (Tactici speciale și Serviciul de salvare) este însărcinată să investigheze aceste crime. Când Bravo, echipa trimisă inițial, nu se mai întoarce și nu se mai aude nimic de ea, Alpha Team , inclusiv Chris Redfield și Jill Valentine, pleacă să o găsească.
Aceștia sunt suspectați că au mers într-un conac aparent abandonat, unde se confruntă cu zombie și alte creaturi, încercând să-i salveze pe coechipierii vechi. În final, jocul ne dezvăluie că acel conac acoperă un laborator ultra secret al corporației internaționale Umbrella Corporation, creaturile fiind rezultatul experimentelor efectuate pe un virus modificat genetic numit T-virus. 
Resident Evil 0 explorează cauza outbreak-ului viral și ce s-a întâmplat cu Bravo Team.
Jocul următor, Resident Evil 2, se petrece în Raccoon City, la două luni după evenimentele primului joc. Cu S.T.A.R.S. în imposibilitatea de a acuza Umbrella, compania își continuă experimentele într-o instalație subterană. Cu toate acestea, o încercare eșuată de a fura datele de la locul de muncă al omului de știință William Birkin rezultă în răspândirea T-virus în sistemul de canalizare al orașului, Birkin însuși fiind infectat cu noul G-virus. T-virusul se raspândește prin șobolani, cea mai mare parte din populația orașului devenind zombie, lăsând doar câțiva supraviețuitori, incluzându-i pe Leon Scott Kennedy, recrut și singurul membru rămas în viață al departamentul de Poliție din Raccoon și Claire, sora lui Chris Redfield, care este în căutarea posibilității de a ieși vie din oraș.
Partea a treia, Resident Evil 3: Nemesis, se petrece în aceeași perioadă. În acest capitol se spune despre fuga lui Jill Valentine din Raccoon City, care se va încheia cu bombardarea nucleară a orașului. Seria Resident Evil: Outbreak prezintă eforturile depuse de cetățenii supraviețuitori ca să scape din oraș.
Resident Evil: Code Veronica ,în contrar cu celelalte jocuri, povestește despre sabotarea operațiunilor Umbrella Corporation, povestea venind din partea unui membru al S.T.A.R.S.. Jocul se petrece la trei luni după Resident Evil 2 și 3, dezvăluind existența unei corporații care rivalizează cu Umbrella Corp.(în care lucrează Albert Wesker, liderul S.T.A.R.S. din Raccoon City), și care dezvoltă, de asemenea, arme biologice.
La șase ani după evenimentele din jocurile anterioare, Resident Evil 4 începe cu desființarea Umbrella Corporation. Tema principală este axată pe o sectă religioasă cunoscută sub numele de Los Illuminados care folosește un parazit antic numit Las Plagas pentru a transforma victimele în monștri controlați telepatic, pe nume Ganados. Acești Ganados sunt niște zombie mult mai inteligenți și rapizi, reprezentând o amenințare mai mare căci nu au puncte slabe; își păstrează aspectul lor uman dar nu și igiena, pot vorbi și își pot ține armele în mâini, au puțină inteligență dar nu sunt proști. Fiica președintelui Statelor Unite a fost răpită de către Ganados, care fac parte din Los Illuminados și Leon Kennedy este însărcinat pentru a o salva. Aceeași organizație văzută în Code: Veronica joacă un rol important în Resident Evil 4, având în vedere faptul că doi agenți ai organizației trebuie să fure un eșantion parazit. Finalul jocului poate fi împărțit în două părți. Acesta este singurul capitol din serie în care inamicii nu sunt zombie, ci Ganados.
Următorul capitol din serie, Resident Evil 5 , vorbește despre întoarcerea lui Chris Redfield, fost membru al S.T.A.R.S., care face parte din organizația B.S.A.A. însărcinată cu distrugerea tuturor armelor biologice (B.O.W), de pe fața pământului. Chris este trimis în Africa unde va exista un schimb de arme biologice efectuat de Richard Irving. Ajuns în satul din Kijuju, Redfield se întâlnește cu noul său partener Sheva Alomar, pentru a descoperi adevărul despre un virus nou, numit Uroboros. În acest joc, Albert Wesker apare ca și dușman, jucând un rol major. La finalul jocului, Wesker devine un monstru infectat cu virusul Uroboros care încearcă să-i ucidă pe Chris și pe Sheva. Cei doi protagoniști scapă cu un elicopter, omorându-l pe Wesker cu două rachete.

## Jocuri
Resident Evil este inspirat de jocul Sweet Home, lansat în Japonia în 1989 pentru Nintendo Entertainment System. Resident Evil a împrumutat multe elemente din Sweet Home, printre care locația conacului, puzzle-urile și chiar și imaginea de încărcare a ușilor. Pentru a face seria de jocuri mai atractivă pentru piața occidentală, titlul a fost schimbat din Biohazard în Resident Evil de către Capcom Usa (aparent, drepturile numelui Biohazard aparțineau unei trupe americane de rock).

### Filme
Au fost realizate cinci filme artistice cu titlul Resident Evil. Aceste filme nu urmează povestea din jocurile video, dar includ personaje precum Jill Valentine, Claire Redfield, Nemesis, Chris Redfield, Carlos Olivera sauAlbert Wesker. Au fost scrise și regizate de Paul W. S. Anderson.  
- Resident Evil (2002; regizat de Paul W. S. Anderson)
- Resident Evil: Apocalypse (2004; regizat de Alexander Witt)
- Resident Evil: Extinction (2007; regizat de Russell Mulcahy)
- Resident Evil: Afterlife (2010; regizat de Paul W. S. Anderson)
- Resident Evil: Retribution (2012; regizat de Paul W. S. Anderson)[1]

Un film CGI a fost produs, cu Leon Kennedy și Claire Redfield în rolurile principale. Unt alt film este în producție.
- Resident Evil: Degeneration (2008; regizat de Makoto Kamiya)
- Resident Evil: Damnation (2012)

În plus, există și un film de scurt metraj, Biohazard 4D-Executer (2000).